# Arthur Joseph Proust
Arthur Joseph Proust, né le 2 mai 1844 au Mans et mort le 15 janvier 1905 à Nogent-le-Rotrou est un architecte français.

## Principales réalisations

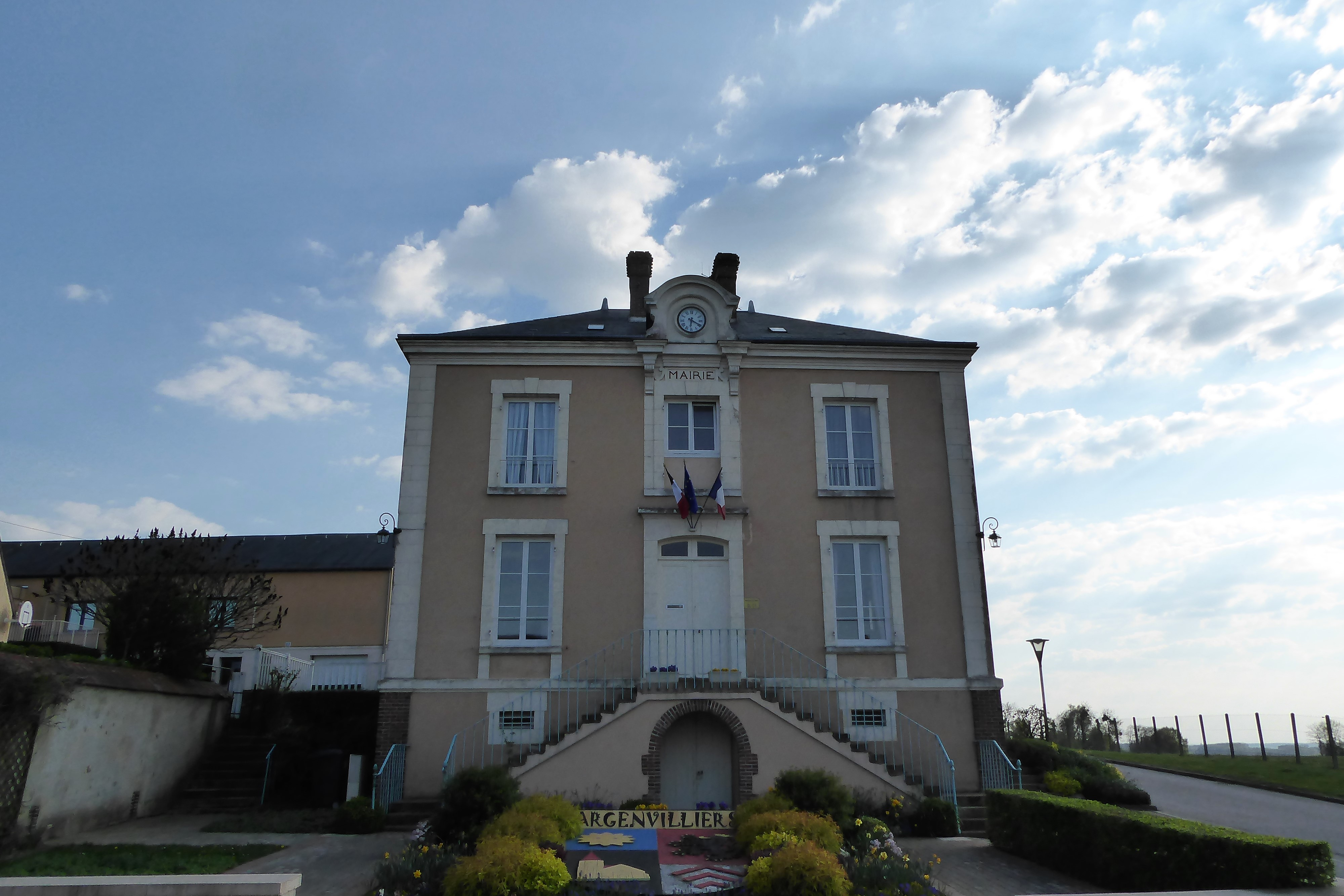
Mairie d'Argenvilliers.

- Mairie-école d'Argenvilliers (Eure-et-Loir), 1873-1877[3].
- École de garçons, 2 avenue Camille Gaté, Nogent-le-Rotrou, 1878.
- Arsenal des pompiers, 8 rue du Château, Nogent-le-Rotrou, 1894-1895[4].
- Caisse d'épargne, 127 rue Saint-Hilaire, Nogent-le-Rotrou, 1895-1897[1],[5],[6].
- École de filles de Thiron-Gardais, 1899-1904.
- Lavoir communal à Thiron-Gardais (Eure-et-Loir), 1900-1903[7].
- École de filles de Brunelles (Eure-et-Loir), reprit par l'architecte Sauderet,1905-1912[8].

### Sources
- La Construction moderne, n°5, 4 février 1905. En ligne